# Lexden
Lexden is een wijk in Colchester, in het Engelse graafschap Essex. In 2001 telde het wijk 5433 inwoners.
 Lexden komt in het Domesday Book (1086) voor als 'Lessendena' / 'Lexsendena'.